# Club Deportivo El Roble
El Roble de Ilobasco es un equipo de fútbol profesional con sede en el distrito de Ilobasco, Ciudad Cabañas Oeste en El Salvador. Actualmente compite en la Segunda División de El Salvador.

## Historia

### El Roble
El club se fundó para llenar la vacante dejada por el C.D. Hércules.
Debido a las diferentes dirigencias deportivas con las que se ha contado olvidaban registrar sus sesiones, es imposible encontrar documentos concretos sobre la fundación e historia del Roble. De acuerdo a los relatos de los pobladores la historia del Roble data por lo menos unos setenta años. A pesar de eso se recuerda a algunos jugadores que para 1947 formaban el equipo: Rolando Garay, Antonio Ángel, Epidio Apontes, Elias Ángel, José Luis Abrego, Jose Melara, Gamadiel Menjivar, Milo Ángel, Juan Vega, Oliverio Martínez, Julio Herrera, Luis Ángel, Galileo Cañas y entre otros.
Desde su entrada al fútbol federado el club ha pasado la mayoría de su historia en la segunda división, con unos pocos años en la Primera División de El Salvador entre 1994–1998.

### Asociación de Futbolistas Ilobasquences (AFI)
En 2005 la Asociación de Futbolistas Ilobasquenses (AFI) y Club Deportivo El Roble se establecieron como una sola entidad y formaron AFI El Roble.
Durante este período, el equipo traslado su sede como local al Estadio Municipal de Tejutepeque. Asimismo, fue durante la temporada 2009 (Clausura 2009) que este equipo logra su primer campeonato oficial de Segunda División (Liga de Plata).
En 2010 AFI y El Roble se separaron volviendo a tener su nombre original. 

### Repechaje
En el torneo Clausura 2009 el equipo de la capital Alianza F.C. terminó en el noveno lugar de la tabla acumulada. Esto lo obligó a jugar una serie de repechaje ante El Roble para determinar si los Albos permanecían en Primera o si el equipo de Ilobasco ascendía al circuito mayor. El primer partido de la serie se jugó en el Estadio Mauricio Vides y terminó 1-1. La vuelta se jugó en el Estadio Cuscatlán finalizó con un 3-1 a favor de Alianza. Esta ha sido la oportunidad más cercana que se ha tenido para llegar a Primera División en los últimos años.
Venta
En 2018, su dueño y presidente Mario Martínez decide poner en venta la categoría del equipo ilobasquence por un precio cercano a los $5,000.00 estadounidenses. Ante esta situación, han surgido soluciones como la compra del equipo por parte de la alcaldía y convertirlo en una dependencia municipal, su completa transformación en una sociedad deportiva o club de socios, etc.

## Junta Directiva

### Administración
| Posición              | Personal             |
| --------------------- | -------------------- |
| Dueño                 | Desconocido          |
| Presidente            | Desconocido          |
| Vicepresidente        | Kiko Martínez(2017)  |
| Equipo-Representativo | Víctor Manuel (2017) |